# 岡谷市立川岸小学校
岡谷市立川岸小学校（おかやしりつかわぎししょうがっこう）は、長野県岡谷市にある公立小学校である。

## 概要
| 年度     | 出来事 |
| -------- | --- |
| 明治6年  | ・三沢真福寺に岡谷学校の仮教場開校。 ・新倉学校として三井貢宅を校舎に創立開校。 ・駒沢学校として駒沢昌福寺に創立開校。 この三校の開校をもって、明治６年１０月１日を小学校の創立とする。                                 |
| 11       | ・新倉，駒沢両校合併「公立新倉学校」となり，駒沢派出所をおく。 |
| 19       | ・平野学校となり，新倉支校・岡谷支校・駒沢派出所をおく。 |
| 22       | ・市町村制実施で川岸村となるが学校組合は存続。 |
| 24       | ・小学校令施行により，駒沢派出所を「安十尋常小学校」に、新倉支校を「新倉尋常小学校」に変更する。 |
| 38       | ・川岸尋常小学校が指定される。 |
| 39       | ・高等科併置につき「川岸尋常高等小学校」となる。 ・三沢区字能登船に校舎建築起工。 ・三沢区字能登舟の校舎完成。 |
| 昭和16年 | ・「川岸国民学校」と改称。 |
| 19       | ・味噌汁給食を開始。（全校で，隔日に実施） |
| 22       | ・「川岸小学校」と改称・川岸小学校ＰＴＡ発足。 |
| 23       | ・小学校児童会発会式が行われる。 |
| 25       | ・地区子ども会発会式が行われる。 |
| 28       | ・完全給食開始。 |
| 29       | ・川岸村が岡谷市と合併。 |
| 30       | ・「川岸村立川岸小学校」の閉校式を行う。 ・「岡谷市立川岸小学校」となる。 |
| 33       | ・新しく校庭ができる。 |
| 38       | ・校庭運動施設が川岸工場懇話会より寄付される。 |
| 39       | ・「安十分校」廃校式が行われる。 ・駒沢・夏明地区低学年児童バス通学開始。 ・開校９０周年記念式典が行われ，校歌・校章が制定される。                                                                                      |
| 44       | ・第２体育館完成。 ・プール竣工式が行われる。 |
| 48       | ・開校１００周年記念式典が行われる。 |
| 53       | ・学校建設の杭打ち始まる。 １９８０年３月６日２棟及び３棟 １９８１年１月１９日体育館及び昇降口 ・特別棟が完成。 |
| 56       | ・新校舎落成記念式典・祝賀会が行われる。 |
| 平成5年  | ・開校１２０周年記念式典が行われる。 |
| 10       | ・「こどもを守る安心の家」を８５戸設置する。 |
| 14       | ・「学校週５日制」が完全実施される。 |
| 15       | ・開校１３０周年記念式典が行われる。 |
| 16       | ・不審者侵入対策訓練を実施。 ・避難訓練，児童引き渡し訓練を実施。 |
| 17       | ・小プール完成。 |
| 18       | ・「ふれあいパトロール隊」との交流会実施。 ・学校安全連絡会・地域の会が発足。 |
| 19       | ・全国学力・学習状況調査実施（６年） |
| 20       | ・ＰＴＡチャレンジ教室７講座開講 ・星空観察会実施 ・第１棟，第３棟の耐震補強工事が始まる。 |
| 21       | ・１年生記念植樹（市長来校） ・第１棟，第３棟の耐震補強工事完了 ・中国嘉興実験小学校と日中友好交流 |
| 22       | ・低学年棟と給食室に給湯器設置 |
| 23       | ・「ふれあいパトロール隊」岡谷市学校安全部会賞を受賞 |
| 24       | ・小型風力発電設備設置 ・金環日食観察会実施（講師：小林基男様） ・学校メール配信開始 |
| 25       | ・１４０周年記念航空写真，全校集合写真の撮影 ・２年続けて校地内でフクロウが孵化学校の人気者に |
| 26       | ・１４０周年記念式典・講演会・大道芸（矢野正貴さんのバルーンアート・自転車屋ジェームスさんの自転車） ・もみの木とのお別れ集会（１１／２２伐採） ・「自然の玉手箱」２００回目を迎える。ギンドロを記念植樹 ・放送設備刷新 |
| 27       | ・秋から春の運動会に変更 ・体育館 耐震照明工事 |
| 28       | ・人権の花運動に参加 ・「とちっ子ひろば」文部科学大臣賞受賞 |
| 29       | ・登校坂の樹木伐採 県道拡幅工事開始 |
| 令和2年  | ・新型コロナウイルス感染症の影響で約3ヶ月に渡り臨時休校 |